# Fiordo Mitchell
Il fiordo Mitchell (in spagnolo Seno Mitchell ) è un fiordo del Cile nella Terra del Fuoco.
Il fiordo cileno, che si estende a sud-est vicinanze del canale Baker  nella valle di fiume Bravo. Attraverso un traghetto basato su Puerto Yungay, il canale fornisce l'accesso alla parte più meridionale della Carretera Austral e costituisce quindi l'unica sezione discontinua della Carretera Austral a sud di Chaitén.